# گورنگی اوراخ
گورنگی اوراخ (به صربی: Gornji Orah) یک منطقهٔ مسکونی در صربستان است که در ولاسوتینتسه واقع شده‌است. گورنگی اوراخ ۳۳۰ نفر جمعیت دارد.